# Asplenium siamense
Asplenium siamense är en svartbräkenväxtart som beskrevs av Tag. och Iwatsuki. Asplenium siamense ingår i släktet Asplenium och familjen Aspleniaceae. Inga underarter finns listade.